# Palasea
Palasea is een geslacht van vlinders uit de familie spinneruilen (Erebidae), onderfamilie donsvlinders (Lymantriinae). De wetenschappelijke naam van dit geslacht is voor het eerst geldig gepubliceerd in 1863 door Hans Daniel Johann Wallengren.
Wallengren beschreef tevens de nieuwe soort Palasea albimacula, door Johan August Wahlberg verzameld in zuidelijk Afrika.

## Soorten
- P. albimacula Wallengren, 1863
- P. arete (Fawcett, 1915)
- P. conspersa (Hering, 1927)
- P. flavicilia (Hampson, 1910)
- P. gondona (Swinhoe, 1903)
- P. jacksoni Collenette, 1953
- P. marwitzi Grünberg, 1907
- P. melia (Fawcett, 1915)
- P. melissa (Fawcett, 1915)
- P. metella (Fawcett, 1915)
- P. miniata Grünberg, 1907